# Annie
För andra betydelser, se Annie (olika betydelser).

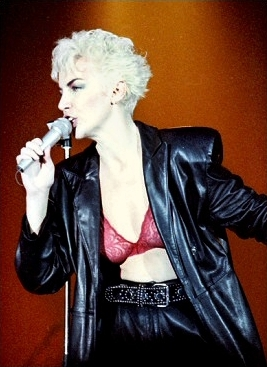
Annie Lennox

Annie är en engelsk smeknamnsform av det hebreiska kvinnonamnet Anna. Namnet har använts i Sverige sedan mitten av 1800-talet. Alternativa stavningar är Anny och Anni.
Den 31 december 2014 fanns det totalt 15 4186 kvinnor folkbokförda i Sverige med namnet Annie, Anny eller Anni, varav 7 230 bar det som tilltalsnamn.
Namnsdag saknas numera i Sverige, men mellan 1986 och 2001 firades Annie på Anna-dagen 9 december. I den finlandssvenska namnsdagslängden har Anni namnsdag 9 december sedan 1989.

## Personer vid namn Annie
- Annie, (artistnamn för Anne Lilia Berge Strand), norsk sångerska
- Annie Besant, brittisk teosof
- Annie Louisa Coghill, brittisk psalmförfattare
- Annie Dillard, amerikansk författare
- Annie Girardot, fransk skådespelare
- Annie Jenhoff, svensk skådespelare
- Annie Leibovitz, amerikansk fotograf
- Annie Lööf, svensk politiker (c)
- Annie Lennox, brittisk sångerska
- Annie Moreau, svensk sångerska
- Annie Oakley, amerikansk prickskytt (Annie Get Your Gun)
- Annie Proulx, amerikansk författare
- Annie M. G. Schmidt, nederländsk författare
- Annie Seel, svensk motorcykelförare
- Annie Taylor, amerikansk äventyrare
- Annie Åkerhielm, svensk författare